# 加富尔广场恩宠之母堂
40°51′17″N 14°15′18″E / 40.854850°N 14.255130°E
加富尔广场恩宠之母堂（Chiesa di Santa Maria delle Grazie a Piazza Cavour）是一座罗马天主教教堂，位于意大利那不勒斯的加富尔广场。

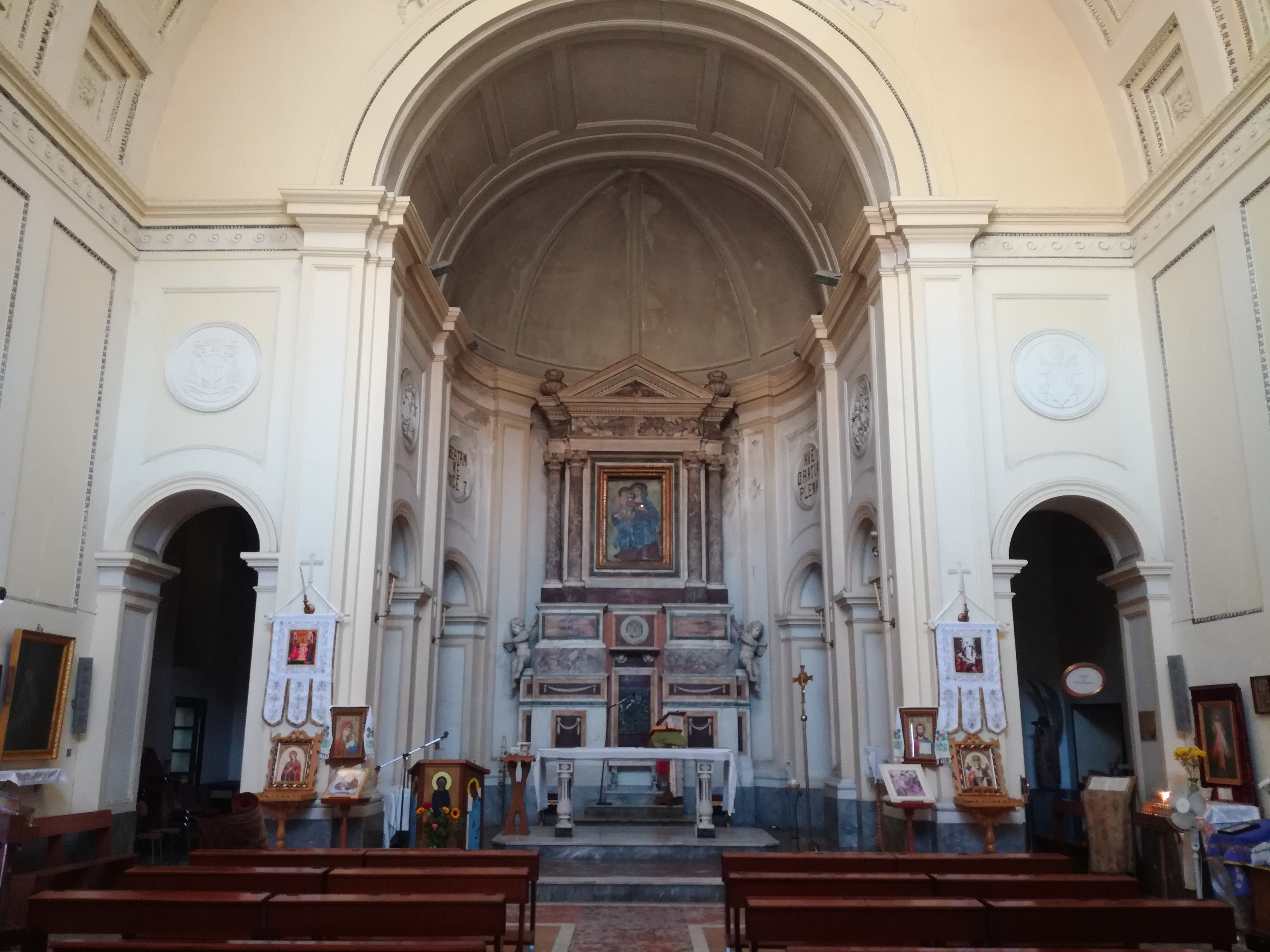
内部

该堂于1819年祝圣，新古典主义风格，建筑师Bartolomeo Grasso。1964年增建圣体与庞贝圣母小堂（cappelle del Santissimo Sacramento e della Madonna di Pompei）。 